# Група автоморфізмів
Група автоморфізмів об'єкта X — група елементами якої є  автоморфізми об'єкта X.
Приклад: якщо X — скінченномірний векторний простір, то групою автоморфізмів X є група невироджених лінійних перетворень в X (загальна лінійна група X).
Якщо X — група, тоді групою автоморфізмів буде {\displaystyle \operatorname {Aut} (X)} група із автоморфізмів групи X. 
З геометричної точки зору, група автоморфізмів називається — групи симетрії.
Підгрупу групи автоморфізмів насом називають група перетворення.
Групи автоморфізмів вивчають в загальному вигляді в теорії категорій.

## Приклади
Якщо X — множина без додаткових структур, тоді довільна бієкція X → X є автоморфізмом, і групою автоморфізмів X є симетрична група від X (група перестановок).
Якщо X має додаткові структури і, можливо, що не всі бієкції зберігають цю структуру, тоді, групою автоморфізмів буде підгрупа симетричної групи X.
Приклади
- Група автоморфізмів розширення поля {\displaystyle L/K} — група з автоморфізмів поля L що не рухає K. Якщо розширення поля є розширення Галуа, група автоморфізмів називається групою Галуа цього розширення.
- Група автоморфізмів проективного n-простору над полем k є проективна група {\displaystyle \operatorname {PGL} _{n}(k).}
- Група автоморфізмів {\displaystyle G} скінченної циклічної групи порядку n є ізоморфною до {\displaystyle (\mathbb {Z} /n\mathbb {Z} )^{\times }} з ізоморфізмом {\displaystyle {\overline {a}}\mapsto \sigma _{a}\in G,\,\sigma _{a}(x)=x^{a}}. Зокрема, {\displaystyle G} — абелева група.